# Stari Log (Kočevje, Slovenija)
Stari Log je naselje u slovenskoj Općini Kočevju. Stari Log se nalazi u pokrajini Dolenjskoj i statističkoj regiji Jugoistočnoj Sloveniji. 

## Stanovništvo
Prema popisu stanovništva iz 2002. godine naselje je imalo 58 stanovnika.